# Paul Rust
Paul Robert Rust (Le Mars, Iowa; 12 de abril de 1981) es un actor, comediante y escritor estadounidense, conocido por su papel de Denis Cooverman en la película I Love You, Beth Cooper (2009). Ha dirigido y protagonizado la serie Love.

## Filmografía

### Cine y televisión
- Exquisite Corpse (2004)
- Semi-Pro (2008)
- Paper Heart (2009)
- Inglourious Basterds (2009)
- I Love You, Beth Cooper (2009)
- Love (2016-2018)
- Queenpins (2021)
- Robots (2023)